# Pseudochoeromorpha siamensis
Pseudochoeromorpha siamensis là một loài bọ cánh cứng trong họ Cerambycidae.